# Birmanische Sprache
Birmanisch, auch Burmesisch, ist die Amtssprache in Myanmar und wird von etwa 35 Millionen Menschen gesprochen. Darüber hinaus wird das Birmanische von vielen ethnischen bzw. sprachlichen Minderheiten in Birma als Zweitsprache neben der Muttersprache verwendet. Birmanisch verfügt über eine eigene Schrift, die sich aus der indischen Brahmi-Schrift entwickelt hat.
Die Eigenbezeichnung der Sprache ist မြန်မာစာ (mranma ca, mja˨ɴma˨sa˨ oder bəma˨sa˨) für die geschriebene Sprache und မြန်မာစကား (mranma ca.ka:, mja˨ɴma˨səga˦ oder bəma˨səga˦) für die gesprochene Sprache.

## Grammatik
Die Verben und Nomina sind meist einsilbig und werden nicht konjugiert bzw. dekliniert. Das Verb steht in der Regel am Ende des Satzes, gefolgt von einem End-Marker. Es gibt eine große Anzahl Lehnwörter aus dem Pali, einer mittelindischen Sprache, die im Unterschied zu den einsilbigen birmanischen Wörtern meist mehrsilbig sind.

## Phonologie
Die Transkriptionen in diesem Abschnitt folgen dem Internationalen Phonetischen Alphabet.

### Konsonanten
Die Konsonanten des Birmanischen sind wie folgt:
|                        | Bilabial | Dental | Alveolar | Postalveolar und Palatal | Velar und Labiovelar | Glottal | Ortlos |
| ---------------------- | -------- | ------ | -------- | ------------------------ | -------------------- | ------- | ------ |
| Plosive und Affrikaten | pʰ p b   | tʰ t d | tʰ t d   | tʃʰ tʃ dʒ                | kʰ k g               | ʔ       |        |
| Nasal                  | m̥ m      | n̥ n    | n̥ n      | ɲ̥ ɲ                      | ŋ̊ ŋ                  |         | ɴ      |
| Frikative              |          | θ (ð)  | sʰ s z   | ʃ                        |                      | h       |        |
| Approximanten          |          | (r)    | (r)      | j                        | (ʍ) w                |         |        |
| Lateral                |          | l̥ l    | l̥ l      |                          |                      |         |        |

Die Approximanten /⁠r⁠/ und /⁠ʍ⁠/ sind selten, [⁠ð⁠] besteht nur als stimmhaftes Allophon von /⁠θ⁠/.
Der ortlose Nasal /ɴ/ wird als Nasalierung des vorangehenden Vokals oder als zum folgenden Konsonanten homorganischer Nasallaut, /mòuɴdáiɴ/ „Sturm“ wird also [mõ̀ũndã́ĩ] ausgesprochen.

### Vokale
Die Vokale des Birmanischen sind:
| Monophthonge | Monophthonge | Diphthonge | Diphthonge |
| ------------ | ------------ | ---------- | ---------- |
| i            | u            | ei         | ou         |
| e            | o            | ai         | au         |
| ə            |              |            |            |
| ɛ            | ɔ            |            |            |
|              | a            |            |            |

Die Monophthonge /⁠e⁠/, /⁠o⁠/, /⁠ə⁠/ und /⁠ɔ⁠/ stehen nur in offenen Silben (also denen ohne Silbenkoda), die Diphthonge /ei/, /ou/, /ai/ und /au/ nur in geschlossenen Silben (denen mit Silbenkoda).

### Töne
Birmanisch ist eine Tonsprache, d. h. durch den Ton eines Vokals können phonemische Kontraste erzeugt werden. Im Birmanischen beziehen diese Kontraste nicht nur die Tonhöhe mit ein, sondern auch Phonation, Intensität (Lautstärke), Dauer und Vokalqualität. Das Birmanische kennt vier kontrastive Töne. In der folgenden Tabelle werden die Töne auf dem Vokal /⁠a⁠/ beispielhaft gekennzeichnet, die phonetischen Beschreibungen kommen von Wheatley (1987).
| Tonname  | Symbol (auf a gezeigt) | Beschreibung |
| -------- | ---------------------- | --- |
| Tief     | à                      | Normale Phonation, mittlere Dauer, niedrige Intensität, tiefe (oft leicht steigende) Tonhöhe                                                  |
| Hoch     | á                      | Manchmal leicht gemurmelt, relativ lange Dauer, hohe Intensität, hohe Tonhöhe; oft mit Abstieg vor Pause                                      |
| Geknarrt | a̰                      | Gespannte oder geknarrte Phonation (manchmal mit ungespanntem Knacklaut), mittlere Dauer, hohe Intensität, hohe (oft leicht fallende) Tonhöhe |
| Gehemmt  | aʔ                     | Zentralisierte Vokalqualität, Knacklaut am Ende, kurze Dauer, hohe Tonhöhe (in Zitationsform; kann je nach Umgebung variieren)                |

Die folgenden Wörter unterscheiden sich beispielsweise nur durch den Ton:
- Tief /kʰà/ „schütteln“
- Hoch /kʰá/ „bitter sein“
- Geknarrt /kʰa̰/ „Gebühr“
- Gehemmt /kʰaʔ/ „abziehen“

In auf /⁠ɴ⁠/ endenden Silben kommt der gehemmte Ton nicht vor:
- Tief /kʰàɴ/ „erfahren“
- Hoch /kʰáɴ/ „austrocknen“
- Geknarrt /kʰa̰ɴ/ „ernennen“

### Silbenstruktur
Die Silbenstruktur des Birmanischen ist C(G)V((V)C), wobei C = Konsonant, G = Halbvokal, V = Vokal bedeutet. Der Silbenansatz besteht also aus einem Konsonanten, dem fakultativ ein Gleitlaut folgt, und der Silbenreim besteht aus einem Monophthong allein, einem Monophthong mit einem Konsonanten oder einem Diphthong mit einem Konsonanten. Die einzigen Konsonanten, die in der Silbenkoda stehen dürfen, sind /⁠ʔ⁠/ und /⁠ɴ⁠/. Als Beispielswörter dienen:
- CV /mè/ (Koseform für Frau)
- CVC /mɛʔ/ „begehren“
- CGV /mjè/ „Erde“
- CGVC /mjɛʔ/ „Auge“
- CVVC /màuɴ/ (Anredeform für junge Männer)
- CGVVC /mjáuɴ/ „Graben“

Eine Silbe, bei der /⁠ə⁠/ den Nukleus bildet, hat einige Beschränkungen:
- Sie muss eine offene Silbe sein (es darf kein Konsonant in der Koda stehen)
- Sie darf keinen Ton tragen
- Sie hat nur einen einfachen (C) Ansatz (es darf kein Halbvokal dem Konsonanten folgen)
- Sie darf nicht die letzte Silbe des Wortes sein

Beispiele für Wörter mit /⁠ə⁠/-Silben:
- /kʰə.louʔ/ „Taste“
- /pə.lwè/ „Flöte“
- /θə.jɔ̀/ „verspotten“
- /kə.lɛʔ/ „üppig sein“
- /tʰə.mə.jè/ „Reiswasser“

## Geschichte

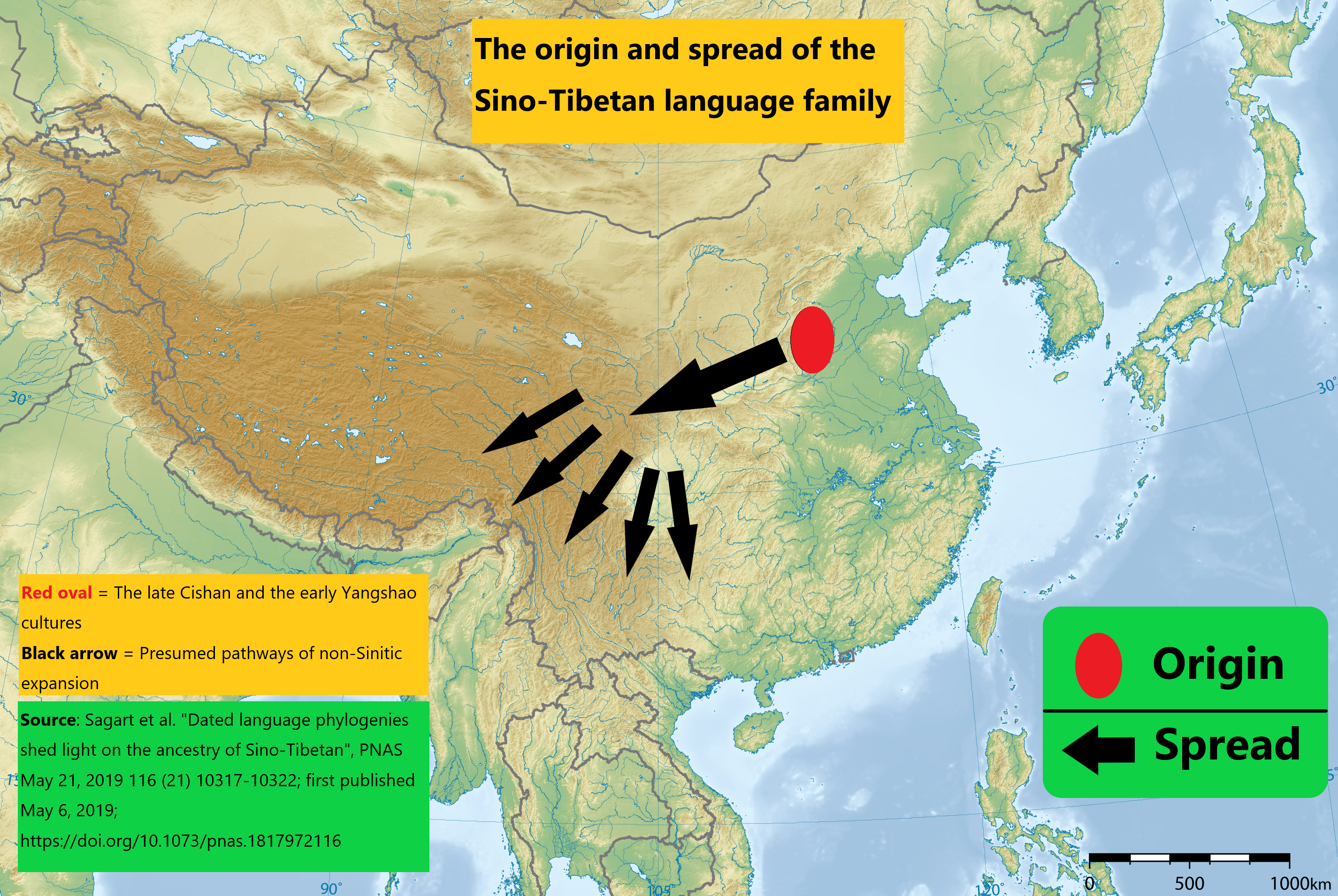
Ursprung und Verbreitung der Sinotibetischen Sprachen. Rotes Oval ist die späte Cishan- und die frühe Yangshao-Kultur. Schwarzer Pfeil ist der vermutete Pfad der nicht-sinitischen Expansion. Nachdem die linguistisch vergleichende Methode auf die von Laurent Sagart im Jahr 2019 entwickelte Datenbank mit vergleichenden linguistischen Daten angewendet wurde, um Lautkorrespondenzen zu identifizieren und Kognaten zu ermitteln, werden phylogenetische Methoden verwendet, um Beziehungen zwischen diesen Sprachen abzuleiten und das Alter ihrer Herkunft und ihres Heimatlandes zu schätzen.

Altbirmanisch bzw. Altburmesisch wurde im mittleren Irawaddy-Tal spätestens seit dem 9. Jahrhundert gesprochen. Seine Verbreitung erfolgte vom Nordosten her, wo verwandte Sprachen gesprochen werden oder wurden. Unter König Anawrahta (reg. 1044 bis 1077) in Bagan dehnte sich das Verbreitungsgebiet des Altbirmanischen nach Westen bis nach Arakan aus, das bis zum 18. Jahrhundert ein unabhängiges Königreich blieb, sowie in das südliche Irawaddy-Tal. Dort verdrängte es die Pyu-Sprache und trat neben das Mon. Heute sind die wenigen verbliebenen Sprecher des Mon auch des Birmanischen mächtig. Doch wurde dieses auch durch jenes beeinflusst. Die birmanische Schrift, das Vokabular des Buddhismus, der Politik und die Phonetik sind dem Mon entnommen.
Infolge der Ausbreitung der birmanischen Herrschaftsräume von Bagan, Ava, Amarapura und Mandalay nach Westen, Süden und Osten wurde das Birmanische zur Sprache der Herrschenden und der Diplomaten. Im 16. Jahrhundert wandelte sich die Sprachform zum Mittelbirmanischen.
Als ältestes Schriftzeugnis des Altbirmanischen galt die viersprachige Myazedi-Inschrift in Bagan aus dem Jahre 1112. 2013 wurde jedoch eine ältere birmanische Inschrift entdeckt, die Sawlumin-Inschrift aus dem Jahr 1079 oder 1054.
Der Druck mit Lettern der birmanischen Schrift begann 1816/17 auf einer Druckerpresse der Missionsgesellschaft der American Baptist Churches, nachdem der Missionar Adoniram Judson und dessen Frau Ann Hasseltine Judson die Sprache ab 1812 erlernt und ein Wörterbuch erstellt hatten. Die Bibel übersetzte er bis 1834. Erste Zeitungen von nichtchristlichen Organisationen erschienen 1868 in Rangun.
Die birmanische Sprache ist heute Amtssprache von Birma und dient für Regierung, Verwaltung und Armee als Lingua franca. Der Grundschulunterricht findet hingegen noch häufig in einer der Minderheitensprachen statt.

### Wissenschaftliche Untersuchungen
- Denise Bernot: Esquisse d'une description phonologique du birman. In: Bulletin de la Société de Linguistique de Paris. Nr. 58. Paris [u. a.], S. 164–224.
- Denise Bernot: Le prédicat en birman parlé. SELAF, Paris 1980, ISBN 2-85297-072-4.
- John Okell: A Reference Grammar of Colloquial Burmese. Oxford University Press, London [u. a.] 1969.
- Justin Watkins (Hrsg.): Studies in Burmese linguistics. Pacific Linguistics, Canberra 2005, ISBN 0-85883-559-2.
- Julian Wheatley: Burmese. In: Bernard Comrie (Hrsg.): The world's major languages. Oxford University Press, New York [u. a.] 1990, ISBN 0-19-520521-9, S. 834–854.

### Lehrbücher
Es gibt eine Reihe Bücher zum Erlernen der birmanischen Sprache. Einige davon auch in deutscher Sprache:
- Uta Gärtner: Myanmar verstehen. Humboldt-Universität, Berlin 2002 (4 Bde. und 5 Audio-CDs, über die Humboldt-Universität zu beziehen).
- Eberhard Richter: Lehrbuch des modernen Burmesisch (Umgangssprache). VEB Enzyklopädie, Leipzig 1983.
- Annemarie Esche, Eberhard Richter: Burmesisches Übungsbuch. VEB Verlag Enzyklopädie, Leipzig 1988.

In englischer Sprache:
- William S. Cornyn: Spoken Burmese. Spoken Languages Services Inc., Ithaca, N.Y. 1979, ISBN 0-87950-020-4 (inkl. 6 Kassetten).
- John Okell & Anna Allot: Burmese/Myanmar Dictionary of Grammatical Forms. Curzon Press, Richmond 2001, ISBN 0-7007-1530-4.

### Wörterbücher
- Miǎn-Hàn cídiǎn 《缅汉词典》 / မြန်မာ-တရုတ်အဘိဓာန်. Beijing, Shāngwù yìnshūguǎn 商务印书馆 1990, ISBN 9787100010382. (Größtes zweisprachiges Wörterbuch, birmanisch-chinesisch, ca. 60 000 Einträge)
- Myanmar Language Commission (Hg.): Myanmar-English Dictionary / မြန်မာ-အင်္ဂလိပ်အဘိဓာန်. Yangon, 1993, ISBN 1-881265-47-1. (Größtes birmanisch-englisches Wörterbuch, ca. 25 000 Einträge)
- Annemarie Esche: Wörterbuch Burmesisch–Deutsch. 1. Auflage. VEB Verlag Enzyklopädie, Leipzig 1976.
- Annemarie und Otto Esche: Wörterbuch Deutsch – Myanma. 1. Auflage. Helmut Buske Verlag, Hamburg 2011, ISBN 978-3-87548-609-4 (70.000 Eintragungen, 1040 Seiten).